# La Chaudière
La Chaudière é uma comuna francesa na região administrativa de Auvérnia-Ródano-Alpes, no departamento de Drôme. Estende-se por uma área de 12,17 km². Em 2010 a comuna tinha 31 habitantes (densidade: 2,5 hab./km²).